# Kahla
Kahla är en stad i Saale-Holzland-Kreis i förbundslandet Thüringen i Tyskland.